# Campeonato de Francia de Rugby 15 1973-74
El Campeonato de Francia de Rugby 15 1973-74 fue la 75.ª edición del Campeonato francés de rugby.
El campeón del torneo fue el equipo de AS Béziers quienes obtuvieron su cuarto campeonato.

## Grupo 1
| - Agen - Stadoceste - Toulouse - Bayonne - Avignon Saint-Saturnin - Saint-Girons - Aurillac - Dijon - Narbonne - Montferrand - Dax - Biarritz - Vichy - Lourdes - Graulhet - Boucau | - Béziers - La Rochelle - La Voulte - Pau - Touloun - Bègles - Valence - Castres - Brive - Stade Bagnérais - Lavelanet - US Bressane - Racing - Perpignan - Stade Beaumontois - Grenoble |

| Grupo B Grupo 1 Albi Mérignac Mont-de-Marsan Montauban | - Montchanin - RRC Nice - Saint-Jean-de-Luz - Tulle |

### Dieciseisavos de final
| 1974 | Béziers | 9 - 3 | US Bressane |  |  |

| 1974 | Lavelanet | 8 - 0 | Montchanin |  |  |

| 1974 | RRC Nice | 22 - 3 | Avignon Saint-Saturnin |  |  |

| 1974 | La Rochelle | 9 - 3 | La Voulte |  |  |

| 1974 | Brive | 32 - 3 | Saint-Girons |  |  |

| 1974 | Albi | 12 - 10 | Toulouse |  |  |

| 1974 | Racing | 27 - 11 | Mont-de-Marsan |  |  |

| 1974 | Perpignan | 17 - 6 | Montferrand |  |  |

| 1974 | Narbonne | 9 - 6 | Lourdes |  |  |

| 1974 | Biarritz | 14 - 10 | Tulle |  |  |

| 1974 | Toulon | 14 - 9 | Montauban |  |  |

| 1974 | Stadoceste | 16 - 7 | Bayonne |  |  |

| 1974 | Agen | 24 - 9 | Bègles |  |  |

| 1974 | Pau | 18 - 15 | Mérignac |  |  |

| 1974 | Dax | 15 - 4 | Saint-Jean-de-Luz |  |  |

| 1974 | Vichy | 18 - 10 | Stade Bagnerais |  |  |

### Octavos de final
| 1974 | Béziers | 15 - 6 | Lavelanet |  |  |

| 1974 | RRC Nice | 22 - 12 | La Rochelle |  |  |

| 1974 | Brive | 41 - 0 | Albi |  |  |

| 1974 | Perpignan | 10 - 6 | Racing |  |  |

| 1974 | Narbonne | 28 - 8 | Biarritz |  |  |

| 1974 | Stadoceste | 16 - 12 | Toulon |  |  |

| 1974 | Pau | 24 - 21 | Agen |  |  |

| 1974 | Dax | 16 - 6 | Vichy |  |  |

### Cuartos de final
| 1974 | Béziers | 6 - 0 | RRC Nice |  |  |

| 1974 | Brive | 25 - 15 | Perpignan |  |  |

| 1974 | Narbonne | 16 - 9 | Stadoceste |  |  |

| 1974 | Pau | 13 - 8 | Dax |  |  |

### Semifinal
| 1974 | Béziers | 19 - 10 | Brive |  |  |

| 1974 | Narbonne | 15 - 9 | Pau |  |  |

### Final
| 12 de mayo de 1974 | AS Béziers | 16 - 14 | RC Narbonne | Parc des Princes, Paris |  |
|                    |            | Reporte |             |                         |  |

| Bandera de Francia |
| Campeón AS Béziers |
| Cuarto título      |